# Qasr Ali
Qasr Ali (tiếng Ả Rập: قصر علي) là một ngôi làng Syria nằm ở Al-Hamraa Nahiyah ở huyện Hama, Hama. Theo Cục Thống kê Trung ương Syria (CBS), Qasr Ali có dân số 263 trong cuộc điều tra dân số năm 2004.